# Hámori Máté
Hámori Máté (Budapest, 1983. február 23. –) Liszt Ferenc-díjas magyar karmester, 2013 óta az Óbudai Danubia Zenekar művészeti vezetője. Hámori József neurobiológus fia.

## Pályafutása
Zenei tanulmányait a Bartók Béla Zeneművészeti Szakközépiskolában végezte zeneszerzés szakon Kocsár Miklós növendékeként (1998–2001). 2006-ban diplomázott a Liszt Ferenc Zeneművészeti Egyetemen karmester szakon.
2002-ben megalapította a Teatro di Musica kamarazenekart, melyet 2005-ig vezetett. 2005-től rendszeresen vezényelte a magyarországi szimfonikus zenekarokat, és külföldön is egyre gyakrabban vezényelt. 2010 és 2014 között a Debreceni Egyetem Zeneművészeti Karának szimfonikus zenekarát vezette, és oktatott az egyetemen.
2013-ban mutatkozott be a Magyar Állami Operaházban, azóta az intézmény állandó karmestere. Szintén 2013-ban felkérték az Óbudai Danubia Zenekar művészeti vezetőjének. Azóta számos újító koncertsorozatot indított az együttessel, amelynek új arculatot és karaktert adva az egyik legsikeresebb zenekarrá tette azt. Legfőbb missziójának tekinti az ifjúság zenei nevelését, ennek érdekében több tucat különleges előadást hozott létre, melyek nagy népszerűségnek örvendenek a gyerekek körében.

## Díjai, elismerései
- Magyar Arany Érdemkereszt (2017)[4]
- Liszt Ferenc-díj (2019)[5]
- Óbuda kultúrájáért díj (2019)[6]